# 白文選
白文選（1615年—1675年），號毓公，陝西吳堡人。明末清初人物。 

## 生平
早年隨張獻忠征戰，屢立戰功。張獻忠死，隨孫可望、李定國抗清。永曆十一年（1657年），孫可望發兵十四萬攻昆明，令白文選、馬寶為先鋒，直撲雲南。白文選單騎投奔李定國，共同反擊孫可望。以功封為鞏昌王。次年，率軍駐守七星關（今貴州畢節西南七星山），戰敗後入滇，與李定國轉戰滇西，有兵五萬餘眾。
永曆十五年（1661年），緬甸國王莽白發動咒水之難，逮捕了永曆帝。南明降将吴三桂敗白文选於騰越茶山，南明降将马宝、马惟兴、祁三升等追赶白文选，十一月二十五日两军相會於孟養（猛卯，距锡波江约800余里），马宝带着吳三桂的书信劝他投降。白文選倉皇之間投降清軍，计官员499员、兵丁3800余人、家口7000余口，共11299人，马3260匹、象12隻。後任太子少師，康熙元年（1662年）十一月，封承恩公，隸漢軍正白旗。事見《小腆紀傳·白文選傳》。